# Ordacsehi berek
Ordacsehi berek este o arie protejată (arie specială de conservare — SAC, sit de importanță comunitară — SCI) din Ungaria întinsă pe o suprafață de 749,1 ha, integral pe uscat.

## Localizare
Centrul sitului Ordacsehi berek este situat la coordonatele 46°45′15″N 17°36′38″E / 46.754167°N 17.610556°E.

## Înființare
Situl Ordacsehi berek a fost declarat sit de importanță comunitară în mai 2004 pentru a proteja 1 specie de plante și 12 specii de animale. Situl a fost protejat și ca arie specială de conservare în februarie 2010.

## Biodiversitate
Situată în ecoregiunea panonică, aria protejată conține 5 habitate naturale: Pajiști aluvionare inundabile, de Cnidion dubii, Mlaștini calcaroase cu Cladium mariscus și specii de Caricion davallianae, Lacuri și iazuri distrofice naturale, Mlaștini alcaline, Păduri aluvionare cu Alnus glutinosa și Fraxinus excelsior (Alno-Padion, Alnion incanae, Salicion albae).
La baza desemnării sitului se află mai multe specii protejate:
- plante (1): Cirsium brachycephalum
- amfibieni (2): buhai de baltă cu burta roșie (Bombina bombina), triton cu creastă dobrogean (Triturus dobrogicus)
- mamifere (4): liliac cârn (Barbastella barbastellus), vidră de râu (Lutra lutra), liliac de iaz (Myotis dasycneme), liliac comun (Myotis myotis)
- nevertebrate (2): Cucujus cinnaberinus, gândacul de apă (Rhysodes sulcatus)
- pești (3): țipar (Misgurnus fossilis), boarță (Rhodeus sericeus amarus), țigănuș (Umbra krameri)
- reptile (1): țestoasa de baltă (Emys orbicularis)